# Otištino
Otištino (mazedonisch Отиштино) ist ein Dorf im zentralen Teil Nordmazedoniens, das zur Gemeinde Čaška gehört. Die nächstgelegene Stadt ist Veles.

## Geschichte

Otištino in der Gemeinde Čaška

Otištino befindet sich im Tal des Flusses Topolka. Westlich des Dorfes erhebt sich der Berg Jakupica.
Seine Bewohner bekannten sich zu Beginn des 19. Jahrhunderts in einem Plebiszit zum bulgarischen Exarchat und waren Teil des bulgarischen Millets. In der französischsprachigen Statistik Ethnographie des Vilayets d'Andrinople, de Monastir et de Salonique zählte im Jahr 1873 Otištino 17 Haushalte mit 73 Bulgaren auf.
Laut der Statistik des Ethnographen Wassil Kantschow aus dem Jahr 1900 zählte Otištino 130 Einwohner, welche sich allesamt als Bulgaren deklarierten.
Nach den Statistiken des Sekretärs des bulgarischen Exarchats Dimitar Mischew (La Macedoine et sa Population Chrétienne) im Jahr 1905 lebten in Otištino 144 bulgarische Exarchisten.
1927 führte der deutsche Forscher Leonhard Schultze Otištino auf seiner Karte Mazedoniens auf und ordnete es als bulgarisch-christliches Dorf ein.
Laut der letzten Volkszählung von 2002 lebten in Otištino 59 Einwohner, davon waren 53 Bosniaken und 6 Albaner.